# Maria Timofejeva

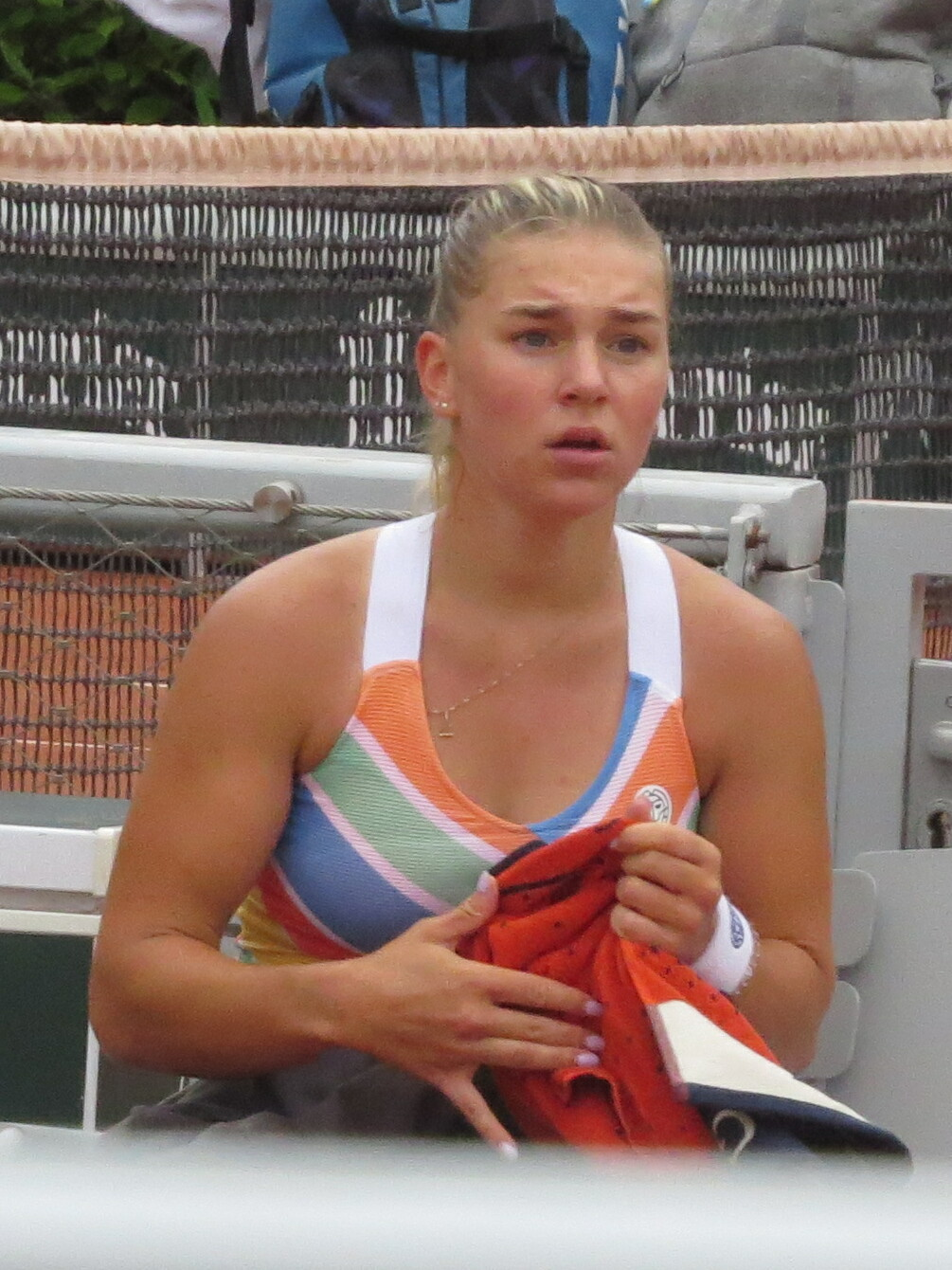
Roland Garros 2023 (kwalificatie)

Maria Glebovna Timofejeva (Russisch: Мария Глебовна Тимофеева) (Moskou, 18 november 2003) is een tennisspeelster uit Rusland. Timofejeva begon met tennis toen zij zes jaar oud was. Haar favoriete ondergrond is hardcourt en tapijt. Zij speelt rechtshandig en heeft een tweehandige backhand. Zij is actief in het internationale tennis sinds 2018.

## Loopbaan

### Enkelspel
Timofejeva debuteerde in 2018 op het ITF-toernooi van Kazan (Tatarije) – zij bereikte er meteen de halve finale. Zij stond in 2019 voor het eerst in een finale, op het ITF-toernooi van Antalya (Turkije) – hier veroverde zij haar eerste titel, door de Zwitserse Svenja Ochsner te verslaan. Tot op heden(april 2024) won zij vijf ITF-titels, de meest recente in 2023 in Monastir (Tunesië).
In 2022 speelde Timofejeva voor het eerst op een WTA-hoofdtoernooi, op het WTA 125-toernooi van Karlsruhe, op basis van een wildcard. Zij stond in 2023 voor het eerst in een WTA-finale, op het toernooi van Boedapest waar zij in eerste instantie niet door het kwalificatietoernooi kwam, maar als lucky loser toch aan het hoofdtoernooi mocht deelnemen – hier veroverde zij haar eerste titel, door de Oekraïense Kateryna Baindl te verslaan. Voor het eerst sinds vijf jaar won een speelster de titel bij haar hoofdtoernooi-debuut (Olga Danilović op het toernooi van Moskou River Cup in 2018) – de laatste keer dat een lucky loser de titel won, was Cori Gauff op het toernooi van Linz in 2019.
Timofejeva had haar grandslamdebuut op het Australian Open 2024, waar zij zich via het kwalificatietoernooi een plek in de hoofdtabel had veroverd – zij bereikte daar meteen de vierde ronde. Hierdoor haakte zij nipt aan bij de top 100 van de wereldranglijst.
Haar hoogste notering op de WTA-ranglijst is de 93e plaats, die zij bereikte in april 2024.

### Dubbelspel
Timofejeva was in het dubbelspel minder actief dan in het enkelspel. Zij debuteerde in 2019 op het ITF-toernooi van Tbilisi (Georgië), samen met de Israëlische Tamara Barad Itzhaki. Zij stond in 2021 voor het eerst in een finale, op het ITF-toernooi van Monastir (Tunesië), geflankeerd door de Tsjechische Linda Fruhvirtová – hier veroverde zij haar eerste titel, door het duo Nina Radovanovic en Sopiko Tsitskishvili te verslaan. Tot op heden(april 2024) won zij zes ITF-titels, de meest recente in 2022 in Aschaffenburg (Duitsland).
In 2022 speelde Timofejeva voor het eerst op een WTA-hoofdtoernooi, op het toernooi van Karlsruhe, samen met Amina Ansjba.
Haar hoogste notering op de WTA-ranglijst is de 179e plaats, die zij bereikte in februari 2023.

## Posities op deWTA-ranglijst
Positie per einde seizoen:
| jaar | rang enkelspel | rang dubbelspel |
| ---- | -------------- | --------------- |
| 2019 | 888            | –               |
| 2020 | 656            | 962             |
| 2021 | 414            | 300             |
| 2022 | 357            | 203             |
| 2023 | 126            | 555             |

## Resultaten grandslamtoernooien
| Legenda | Legenda                          |
| ------- | -------------------------------- |
| g.t.    | geen toernooi gehouden           |
| l.c.    | lagere categorie                 |
| –       | niet deelgenomen                 |
| G       | uitgeschakeld in de groepsfase   |
| 1R      | uitgeschakeld in de eerste ronde |
| 2R      | uitgeschakeld in de tweede ronde |
| 3R      | uitgeschakeld in de derde ronde  |
| 4R      | uitgeschakeld in de vierde ronde |
| KF      | uitgeschakeld in de kwartfinale  |
| HF      | uitgeschakeld in de halve finale |
| F       | de finale verloren               |
| W       | het toernooi gewonnen            |
| w-v     | winst/verlies-balans             |

### Enkelspel
| toernooi        | 2024 |
| --------------- | ---- |
| Australian Open | 4R   |
| Roland Garros   |      |
| Wimbledon       |      |
| US Open         |      |

## Palmares
| Legenda                 |
| ----------------------- |
| Grandslamtoernooi       |
| Olympische Spelen       |
| Year-End Championships  |
| Premier Mandatory       |
| Premier Five / WTA 1000 |
| Premier / WTA 500       |
| International / WTA 250 |
| Challenger / WTA 125    |

### WTA-finaleplaatsen enkelspel
| nr.              | finale     | toernooi      | ondergrond | tegenstandster  | score         |         |
| ---------------- | ---------- | ------------- | ---------- | --------------- | ------------- | ------- |
| gewonnen finales |            |               |            |                 |               |         |
| 1.               | 2023-07-23 | WTA Boedapest | gravel     | Kateryna Baindl | 6-3, 3-6, 6-0 | details |
| verloren finales |            |               |            |                 |               |         |
| geen             |            |               |            |                 |               |         |

### WTA-finaleplaatsen vrouwendubbelspel
geen

### Gewonnen ITF-toernooien enkelspel
| nr. | finale     | toernooi | dotatie  | ondergrond | tegenstandster in finale | score    |
| --- | ---------- | -------- | -------- | ---------- | ------------------------ | -------- |
| 1.  | 2019-09-29 | Antalya  | $ 15.000 | hardcourt  | Svenja Ochsner           | 7-6, 7-5 |
| 2.  | 2020-02-09 | Monastir | $ 15.000 | hardcourt  | Karin Kennel             | 7-5, 6-4 |
| 3.  | 2021-04-25 | Caïro    | $ 15.000 | gravel     | Sandra Samir             | 6-3, 6-3 |
| 4.  | 2022-06-26 | Raänana  | $ 25.000 | hardcourt  | Valerija Savinych        | 6-1, 6-2 |
| 5.  | 2023-01-15 | Monastir | $ 40.000 | hardcourt  | Sakura Hosogi            | 7-5, 6-4 |